# Puig del Pla de Bernat
El Puig del Pla de Bernat és una muntanya de 2.434,9 m d'altitud situada en el límit entre el Capcir i el Donasà, al Llenguadoc (Occitània), entre els termes comunals de Font-rabiosa i d'Al Plan.
Està situat a la zona nord-oest del terme comunal de Font-rabiosa, a l'extrem sud del d'Al Plan, pertanyent al Donasà, del Llenguadoc occità. És a l'extrem occidental del Pla de Bernat, on hi ha l'Altiport de Font-rabiosa, a ponent del Serrat dels Clots de l'Egua.